# The Tokyo Night Sky Is Always The Densest Shade of Blue
The Tokyo Night Sky Is Always The Densest Shade of Blue (夜空はいつでも最高密度の青色だ?, Yozora wa itsu demo saikō mitsudo no aoiro da) è un film del 2017 scritto e diretto da Yūya Ishii. Presentato alla Berlinale del 2017 nella sezione Forum, ha vinto il premio come "Miglior Film" allo Yokohama Film Festival del 2018.

## Trama
A Tokyo, Mika, infermiera di giorno e barista di notte nel locale di un'amica, incontra Shinji, un bracciante cieco da un occhio, verso cui proverà una fortissima attrazione.

## Riconoscimenti
- 2018 - Yokohama Film Festival
  - Miglior film a Yūya Ishii
  - Migliore sceneggiatura a Yūya Ishii
  - Migliore fotografia a Kamakari Youichi
  - Migliore attore protagonista a Sōsuke Ikematsu
  - Miglior attore emergente a Shizuka Ishibashi